# 彼得里夫卡 (別爾哥羅德-德涅斯特羅夫斯基區)
46°18′33″N 29°57′15″E / 46.30917°N 29.95417°E
彼得里夫卡（烏克蘭語：Петрівка）是位於烏克蘭西南部的村莊，由敖德萨州裡比爾霍羅德-德涅斯特羅夫斯基區的舊科扎切市鎮負責管轄。該村始建於1824年，面積4.77平方公里，人口1,031，人口密度每平方公里216.14人。
1. ↑  . starokozacka-gromada.gov.ua.   [2025-08-03] （乌克兰语）.